# Catherine Woodville
Catherine Woodville (ur. ok. 1458, zm. 18 maja 1497) – angielska arystokratka, księżna Buckingham w latach 1465–1483 jako żona Henryka Stafforda, najmłodsza córka Richarda Woodville’a i Jakobiny Luksemburskiej, siostra królowej Elżbiety Woodville.

## Życiorys

### Pochodzenie
Urodziła się około 1458 roku w Grafton Regis (Northamptonshire) jako ostatnie z czternaściorga dzieci Ryszarda Woodville’a i Jakobiny Luksemburskiej. Jej matka była wdową po Janie księciu Bedford, bracie króla Anglii Henryka V oraz daleką krewną cesarza Zygmunta Luksemburczyka (ich wspólnym przodkiem był hrabia Luksemburga, Henryk V). Jakobina była również damą dworu i przyjaciółką królowej Małgorzaty Andegaweńskiej.
Małżeństwo jej rodziców zostało zawarte prawdopodobnie w 1436 r. i wywołało skandal ze względu na to, że Ryszard Woodville był niżej urodzony od żony, w dodatku był giermkiem jej zmarłego męża.
Woodville’owie podczas Wojny Dwóch Róż byli stronnikami Lancasterów, jednak w 1464 r. najstarsza siostra Katarzyny – Elżbieta – poślubiła króla Edwarda IV z linii Yorków.

### Pierwsze małżeństwo
Catherine, mimo iż w 1465 r. miała około 7 lat, poślubiła księcia Buckingham, Henry’ego Stafforda. To małżeństwo spotęgowało gniew najbliższego doradcy Edwarda IV, Ryszarda Neville’a, który już od roku był skonfliktowany z królem z powodu nagłego awansu rodziny Woodville’ów. Hrabia planował, aby Henry Stafford poślubił jedną z jego córek.
Z tego związku urodziło się czworo dzieci:
- Edward Stafford (ok. 1478 – 17 maja 1521), stracony za zdradę z rozkazu Henryka VIII Tudora
- Elizabeth Stafford (ok. 1479 – 11 maja 1532)
- Henry Stafford (ok. 1480? – 6 kwietnia 1523)
- Anne Stafford (ok. 1483– 1544)

### Po śmierci Edwarda IV
W kwietniu 1483 r. zmarł król Edward IV York. Na krótko królem został siostrzeniec Catherine, niespełna 13-letni Edward V, jednak do koronacji nie doszło. Tron objął Ryszard III na podstawie uznania potomstwa swego brata i Elżbiety Woodville za nieślubne, ponieważ wiele lat wcześniej Edward IV obiecał małżeństwo Eleonorze Butler. W czerwcu 1483 r. za zdradę został ścięty najstarszy brat Catherine – Anthony Woodville, który był wychowawcą obalonego króla oraz jej siostrzeniec Richard Grey.
Henryk Stafford był uznawany za sprzymierzeńca nowego króla, lecz Catherine jako przedstawicielka rodziny byłej królowej Elżbiety Woodville, nie wzięła udziału w koronacji Ryszarda III.
Ryszard III w listopadzie 1483 r. rozkazał stracić męża Catherine za wszczęcie rebelii przeciwko niemu. Ponadto jej mąż był jednym z podejrzanych o zabójstwo bądź zlecenie zabójstwa Edwarda V i Ryszarda, których Ryszard III nakazał uwięzić w Tower.
Elżbieta Woodville, której małżeństwo z królem uznano za nieważne, wraz z córkami schroniła się w Opactwie Westminsterskim, gdzie przebywała do kwietnia 1484 r. Wpływy rodziny Woodville’ów dobiegły końca.

### Pod panowaniem Tudorów
Ryszard III został pokonany w bitwie pod Bosworth przez Henryka VII Tudora, jedynego syna Małgorzaty Beaufort, która w latach 1457–1471 była żoną Henry’ego Stafforda, wuja pierwszego męża Catherine. Żoną nowego króla została siostrzenica Catherine – Elżbieta York.
Pod koniec 1485 r. Catherine poślubiła Jaspera Tudora, który otrzymał tytuł księcia Bedford (tytuł niegdyś należący do pierwszego męża matki Catherine, Jakobiny Luksemburskiej). W 1495 r. Catherine ponownie owdowiała. Rok później ponownie wyszła za mąż, za młodszego o 12 lat Ryszarda Wingfielda.

## W kulturze
Postać Catherine pojawiła się epizodycznie w serialu „The White Queen” oraz „The White Princess”.